# Grand Prix-wegrace van België 1952
De Grand Prix-wegrace van België 1952 was de vierde Grand Prix van het wereldkampioenschap wegrace in dit seizoen. De races werden verreden op 6 juli op het Circuit de Spa-Francorchamps nabij Malmedy. In België kwamen drie klassen aan de start: 500 cc, 350 cc en de zijspanklasse. In deze Grand Prix werd de wereldtitel in de 350cc-klasse beslist.

## Algemeen
In België verscheen de combinatie Eric Oliver/Enrico Dobelli weer na hun zware ongeval tijdens een internationale race in Frankrijk, waardoor ze de Grand Prix van Zwitserland hadden gemist. Dobelli liep nog op krukken en Oliver droeg nog een gipsverband, maar hij kreeg toch toestemming om te starten, in tegenstelling tot Dobelli, die werd vervangen door Stanley Price. Een andere zijspancoureur, de Belg Edouard Texidor, werd twaalfde in de 500cc-soloklasse. Bill Doran ontbrak nog steeds door zijn in de TT van Man opgelopen hersenschudding.

## 500cc-klasse
Umberto Masetti won zijn tweede opeenvolgende 500cc-race en Geoff Duke werd voor de tweede keer tweede, op korte afstand gevolgd door Ray Amm. Jack Brett werd met de AJS E95 vierde, maar AJS had waarschijnlijk liever gezien dat hij Rod Coleman voor had laten gaan. Coleman, die sterker in het WK stond, finishte vlak achter hem, ruim voor de Gilera van Nello Pagani. MV Agusta bleef weer met lege handen staan: zowel Les Graham als Carlo Bandirola vielen uit.
| Pos | Coureur           | Merk   | Tijd      | Punten |
| --- | ----------------- | ------ | --------- | ------ |
| 1   | Umberto Masetti   | Gilera | 1:13"40'0 | 8      |
| 2   | Geoff Duke        | Norton | +2'0      | 6      |
| 3   | Ray Amm           | Norton | +3'0      | 4      |
| 4   | Jack Brett        | AJS    | +2"28'0   | 3      |
| 5   | Rod Coleman       | AJS    | +2"30'0   | 2      |
| 6   | Nello Pagani      | Gilera | +3"50'0   | 1      |
| 7   | Auguste Goffin    | Norton | +1 ronde  |        |
| 8   | Robin Sherry      | Norton | +1 ronde  |        |
| 9   | Lous van Rijswijk | Norton | +1 ronde  |        |
| 10  | Francis Basso     | Norton | +1 ronde  |        |
| 11  | Humphrey Ranson   | Norton | +2 ronden |        |
| 12  | Edouard Texidor   | Norton | +2 ronden |        |

| Coureur           | Merk      | Oorzaak |
| ----------------- | --------- | ------- |
| Ernie Ring        | Matchless |         |
| Bill Lomas        | AJS       |         |
| Charles Bruguiere | Norton    |         |
| Les Graham        | MV Agusta |         |
| Tommy Wood        | Norton    |         |
| Reg Armstrong     | Norton    |         |
| Alfredo Milani    | Gilera    |         |
| Carlo Bandirola   | MV Agusta |         |

| Coureur           | Merk   | Oorzaak  |
| ----------------- | ------ | -------- |
| Ken Kavanagh      | Norton |          |
| Hans Baltisberger | BMW    |          |
| Bill Doran        | AJS    | Blessure |
| Cromie McCandless | Norton |          |
| John Surtees      | Norton |          |
| Phil Carter       | Norton |          |
| Syd Lawton        | Norton |          |
| Giuseppe Colnago  | Gilera |          |

### Top tien tussenstand 500cc-klasse
| Pos | Coureur         | Merk      | Ptn |
| --- | --------------- | --------- | --- |
| 1   | Umberto Masetti | Gilera    | 16  |
| 2   | Geoff Duke      | Norton    | 12  |
| 3   | Reg Armstrong   | Norton    | 11  |
| 3   | Jack Brett      | AJS       | 11  |
| 5   | Rod Coleman     | AJS       | 9   |
| 5   | Ray Amm         | Norton    | 9   |
| 7   | Bill Doran      | AJS       | 6   |
| 7   | Les Graham      | MV Agusta | 6   |
| 9   | Nello Pagani    | Gilera    | 5   |
| 10  | Ken Kavanagh    | Norton    | 4   |
| 10  | Carlo Bandirola | MV Agusta | 4   |

## 350cc-klasse
Geoff Duke won zijn vierde race op rij en was met 32 punten in het wereldkampioenschap niet meer te achterhalen. Zijn teamgenoot Reg Armstrong kon theoretisch nog op 43 punten komen, maar zou dan drie resultaten moeten wegstrepen, wat hem weer 13 punten zou kosten. Voormalig wereldkampioen Les Graham scoorde eindelijk zijn eerste punt met de verouderde Velocette KTT Mk VIII.
| Pos | Coureur       | Merk      | Tijd | Punten |
| --- | ------------- | --------- | ---- | ------ |
| 1   | Geoff Duke    | Norton    |      | 8      |
| 2   | Reg Armstrong | Norton    |      | 6      |
| 3   | Ray Amm       | Norton    |      | 4      |
| 4   | Jack Brett    | AJS       |      | 3      |
| 5   | Bill Lomas    | AJS       |      | 2      |
| 6   | Les Graham    | Velocette |      | 1      |

| Coureur        | Merk   |
| -------------- | ------ |
| Ernie Ring     | AJS    |
| Ken Kavanagh   | Norton |
| Auguste Goffin | Norton |
| Ewald Kluge    | DKW    |
| Roland Schnell | Horex  |
| George Brown   | AJS    |
| Mike O'Rourke  | AJS    |
| Robin Sherry   | AJS    |
| Syd Lawton     | AJS    |
| Rod Coleman    | AJS    |

### Top tien tussenstand 350cc-klasse
| Pos | Coureur                     | Merk         | Ptn |
| --- | --------------------------- | ------------ | --- |
| 1   | Geoff Duke (wereldkampioen) | Norton       | 32  |
| 2   | Reg Armstrong               | Norton       | 19  |
| 3   | Rod Coleman                 | AJS          | 14  |
| 4   | Ray Amm                     | Norton       | 11  |
| 5   | Jack Brett                  | AJS          | 7   |
| 6   | Bill Lomas                  | AJS          | 5   |
| 7   | Syd Lawton                  | AJS / Norton | 4   |
| 8   | Ken Kavanagh                | Norton       | 2   |
| 9   | George Brown                | AJS          | 1   |
| 9   | Les Graham                  | Velocette    | 1   |

## Zijspanklasse
Ondanks het gipsverband om zijn been won Eric Oliver met invaller-bakkenist Stanley Price de Belgische Grand Prix. Albino Milani en Cyril Smith hielden de schade beperkt door tweede en derde te worden.
| Pos | Coureur       | Bakkenist         | Merk   | Tijd | Punten |
| --- | ------------- | ----------------- | ------ | ---- | ------ |
| 1   | Eric Oliver   | Stanley Price     | Norton |      | 8      |
| 2   | Albino Milani | Giuseppe Pizzocri | Gilera |      | 6      |
| 3   | Cyril Smith   | Bob Clements      | Norton |      | 4      |
| 4   | Ernesto Merlo | Dino Magri        | Gilera |      | 3      |
| 5   | Marcel Masuy  | Denis Jenkinson   | Norton |      | 2      |
| 6   | Jacques Drion | Bob Onslow        | Norton |      | 1      |

| Coureur          | Bakkenist       | Merk   |
| ---------------- | --------------- | ------ |
| Julien Deronne   | Edouard Texidor | Norton |
| Ferdinand Aubert | René Aubert     | Norton |
| Otto Schmid      | Otto Kölle      | Norton |
| Rudolf Koch      | Adolf Flach     | BMW    |
| Wilhelm Noll     | Fritz Cron      | BMW    |
| Jean Murit       | André Emo       | Norton |
| René Bétemps     | André Drivet    | Norton |
| Len Taylor       | Peter Glover    | Norton |

### Top acht tussenstand zijspanklasse
(Slechts acht combinaties hadden al punten gescoord)
| Pos | Coureur          | Bakkenist         | Merk   | Ptn |
| --- | ---------------- | ----------------- | ------ | --- |
| 1   | Albino Milani    | Giuseppe Pizzocri | Gilera | 14  |
| 2   | Cyril Smith      | Bob Clements      | Norton | 10  |
| 3   | Eric Oliver      | Stanley Price     | Norton | 8   |
| 4   | Jacques Drion    | Bob Onslow        | Norton | 5   |
| 5   | Marcel Masuy     | Denis Jenkinson   | Norton | 4   |
| 6   | Ferdinand Aubert | René Aubert       | Norton | 3   |
| 6   | Ernesto Merlo    | Dino Magri        | Gilera | 3   |
| 8   | Jean Murit       | André Emo         | Norton | 1   |

1921 · 1922 · 1923 · 1924 · 1925 · 1926 · 1927 · 1928 · 1929 · 1930 · 1931 · 1932 · 1933 · 1934 · 1935 · 1936 · 1937 · 1938 · 1939 · 1947 · 1948 · 1949 · 1950 · 1951 · 1952 · 1953 · 1954 · 1955 · 1956 · 1957 · 1958 · 1959 · 1960 · 1961 · 1962 · 1963 · 1964 · 1965 · 1966 · 1967 · 1968 · 1969 · 1970 · 1971 · 1972 · 1973 · 1974 · 1975 · 1976 · 1977 · 1978 · 1979 · 1980 · 1981 · 1982 · 1983 · 1984 · 1985 · 1986 · 1988 · 1989 · 1990